# Josefina Ramos de Cox
Josefina Ramos Cabredo de Cox  (Catacaos, Piura, 17 de marzo de 1927-Lima, 14 de julio de 1974) fue una arqueóloga y catedrática peruana, reconocida por sus investigaciones acerca de la historia prehispánica del Perú, particularmente sobre las culturas lima y tallán, así como por ser la fundadora del Museo de Arqueología del Instituto Riva Agüero, que luego llevó su nombre desde 1976.

## Biografía
Sus estudios escolares los siguió en Catacaos, de 1935 a 1945. Comenzó sus estudios universitarios en la Facultad de Letras y Derecho de la Universidad Nacional Mayor de San Marcos, Lima, entre 1945 y 1951. Paralelamente, realizó estudios de pregrado en la Facultad de Letras de la Pontificia Universidad Católica del Perú (PUCP) entre 1948 y 1950. Obtuvo el bachillerato en 1950 con la tesis titulada La cultura tallán o tallanca. Por otro lado, su tesis de doctorado se denominó "Arqueología en Piura" (1953).

## Producción científica
Ramos de Cox realizó trabajos arqueológicos en las tres regiones naturales del Perú: costa, sierra y selva.
En lo que se refiere a la costa, estudió la costa norte (Piura) y Lima. De la primera zona dejó evidencia en las tesis de bachillerato y de doctorado. También, diseñó un plan de investigación para determinar la influencia del mar en el surgimiento de sociedades complejas prehispánicas. En el caso de la segunda, trabajó en dos centros culturales: Tablada de Lurín y arenales de Atocongo y Pando, a los que corresponde los sitios Capilla de Chivateros y Huaca Tres Palos, respectivamente. En 1958, inició sus investigaciones en Tablada de Lurín, las que realizó durante tres décadas. Junto a María Rostworowski, inició su trabajo de campo en la zona del río Chillón. Adicionalmente, elaboró el Proyecto de Catastro Arqueológico del Valle del Rímac. Asimismo, fundó el Museo de Arqueología del Instituto Riva-Agüero para la conservación y la difusión del legado arqueológico de la cultura Lima.
En lo que respecta a la sierra, en 1973 reconstruyó una réplica del control del solsticio de junio en la explanada del Templo de Santo Domingo o Templo Coricancha en Cusco, en función de lo descrito por el cronista Inca Garcilaso de la Vega. Finalmente, en 1971 desarrolló proyectos de investigación arqueológica en el departamento selvático de Madre de Dios.
Representó a la PUCP en el Patronato de Arqueología en los años 1952 y 1967. También fundó, dirigió y enseñó el Seminario de Arqueología del Instituto Riva Agüero de 1958 a 1974. Antes de su fallecimiento, logró establecer contacto con entidades científicas y personas influyentes de Alemania que posibilitaron, posteriormente, el financiamiento del proyecto "Obtención de una cronología de los recursos marinos en el antiguo Perú" (1975-1977), que se desarrollaría bajo la dirección de Mercedes Cárdenas Martin luego de su partida.
Escribió sobre los sitios arqueológicos de Tablada de Lurín, Pando y Huaca Tres Palos, entre otros. También, realizó diversas conferencias y simposios en el Perú y en el extranjero. Asimismo, creó el Boletín de Arqueología en la PUCP.

## Docencia
Además de ser docente en el Seminario de Arqueología en el Instituto Riva Agüero, fue profesora principal del curso Arqueología Peruana en la PUCP, del curso de Etnología en la Universidad San Marcos (1953) y del curso Historia del Perú en la Escuela Nacional de Bibliotecarios (1962). Asimismo, fue profesora en colegios públicos y privados: Rosa de América (privado), Mercedes Cabello de Carbonera (público) y Arco Iris (cooperativo).

## Labor cultural
Durante sus estudios universitarios, perteneció a la Unión de Estudiantes Católicos y el Centro Federado de la Facultad de Derecho de la Universidad San Marcos. También, ganó un Premio de Literatura en la Facultad de Letras de la misma universidad. Fundó instituciones como la Asociación Cultural Comunitas (1952), el Instituto Católico de Estudios del Hombre para la Investigación Antropológica (1954), la Cooperativa de Ahorro Santa Elisa, el Instituto León XIII en apoyo al campesinado (1956), la Caja de Ahorros y Préstamos "Mutual ASINCOOP" (1964), entre otros. Se puede resaltar que fue miembro de espacios profesionales como el Consejo Técnico de Arqueología de la Casa de la Cultura (luego INC) y del Club Soroptimista, que reunía a mujeres profesionales.